# مقاومة مائع
مقاومة المائع (بالإنجليزية: Drag)‏ أو الإعاقة هي مصطلح يستخدم في علم ديناميكا الموائع يشير إلى القوى التي تعيق من مرور جسم خلال مادة مائعة (غاز أو سائل) مثل الماء أو الهواء. تتناسب هذه الإعاقة طرديا مع سرعة الجسم في السائل، على عكس الاحتكاك الذي لايتأثر بالسرعة (قارن الحالات في الشكل بين الإعاقة والاحتكاك friction).

## العلاقات الرياضية
تستعمل معادلة إعاقة المائع لحساب القوة التي يبذلها الجسم المار في المائع وتكون هذه المعادلة دقيقة فقط عند السرعات العالية (أي عند قيم كبيرة لرقم رينولدز Re > ~1000).
.وهذه القوة تحسب من العلاقة:
{\displaystyle \mathbf {F} _{d}=-{1 \over 2}\rho v^{2}AC_{d}\mathbf {\hat {v}} }
حيث
{\displaystyle \mathbf {F} _{d}} قوة الإعاقة,
{\displaystyle \mathbf {} \rho } كثافة المائع,
{\displaystyle \mathbf {} v} سرعة الجسم بالنسبة إلى المائع,
{\displaystyle \mathbf {} A} المساحة المرجعية,
{\displaystyle \mathbf {} C_{d}} معامل الإعاقة ليس له بعد أو وحدة، و
{\displaystyle \mathbf {\hat {v}} } متجه الوحدة يشير إلى اتجاه السرعة.
تعرف المساحة المرجعية A على أنها المساحة البارزة من الجسم على المستوى العمودي على اتجاه الحركة.

### القدرة
تعطى القدرة اللازمة للتغلب على الإعاقة بـ:
{\displaystyle P_{d}=\mathbf {F} _{d}\cdot \mathbf {v} ={1 \over 2}\rho v^{3}AC_{d}}
نلاحظ ان القدرة تتناسب مع مكعب السرعة. فعلى سبيل المثال : إذا كانت سيارة عابرة تستهلك 10 كيلووات (10 kW)عندما تسير بسرعة 60 كيلومتر في الساعة (60 km/h) فإنها ستحتاج إلى 80 كيلووات تقريبا إذا ارتفعت السرعة إلى 120 كم\س، أي أن مضاعفة السرعة أدى لرفع القدرة المستهلكة 8 أضعاف تقريبا!

### سرعة الاجسام الساقطة
تعطى سرعة الاجسام الساقطة (سقوط حر غير مثالي بسبب الهواء) كدالة في الزمن بالعلاقة:
{\displaystyle v(t)={\sqrt {\frac {2mg}{\rho AC_{d}}}}\tanh \left(t{\sqrt {\frac {g\rho C_{d}A}{2m}}}\right).\,}
وتكون السرعة الختامية عند خطوط التماس (قيم كبيرة للزمن):
{\displaystyle v_{t}={\sqrt {\frac {2mg}{\rho AC_{d}}}}.\,}
و اعتمادا على شكل الاجسام مثلا لشكل يشبه البطاطة بنصف قطر d وكثافته ρobj, تصبح سرعته النهائية تقريبا:
{\displaystyle v_{t}={\sqrt {gd{\frac {\rho _{obj}}{\rho }}}}.\,}
بالنسبة للأجسام الشبيهة بقطرات المطر الساقطة في الهواء تكون سرعتها النهائية بالقرب من مستوى سطح البحر:
{\displaystyle v_{t}=90{\sqrt {d}},\,}

## أرقام رينولد الصغيرة، إعاقة ستوك

مسار منحنيات ثلاثة قذائف بنفس السرعة وزاوية إطلاق 70 درجة: الأسود بدون تأثير مقاوم ، والأزرق يعاني مقاومة طبقاً لقانون ستوكس ,والأخضر يعاني من مائع نيوتوني.

يمكن تطبيق معادلة مقاومة اللزوجة أو الإعاقة الخطية عند السرعات المنخفضة (أي عندما يكون عدد رينولدز أصغر من واحد {\displaystyle R_{e}<1})
{\displaystyle \mathbf {F} _{d}=-b\mathbf {v} \,}
حيث:
{\displaystyle \mathbf {} b} ثابت يعتمد على خواص الجسم والمائع
{\displaystyle \mathbf {v} } سرعة الجسم.
عند سقوط جسم من السكون تعطى سرعته:
{\displaystyle v(t)={\frac {(\rho -\rho _{0})Vg}{b}}\left(1-e^{-bt/m}\right)}
ويمكن اثبات أن سرعته النهائية (من خطوط التماس) تصبح {\displaystyle \mathbf {} v_{t}={\frac {(\rho -\rho _{0})Vg}{b}}}.